# Гласатор
Гласаторите (от гръцки на латински: glossa – старо и рядко слово) са юристи (доктори или студенти по „Право“), занимаващи се с изучаване, тълкуване и прогласяне на античното римско право в Средновековна Европа в рамките на традицията, положена от школата на гласаторите, на чиято основа възниква първият европейски университет - Болонският.
Школата по право на гласаторите е основана на Ирнерий, а влиянието ѝ се разпростира в Италия, Франция и Германия през XI–XIII век.